# PanDaemonAeon

Pandaemonaeon est une vidéo officielle du groupe de metal extrême Cradle of Filth sortie le 30 août 1999. On y retrouve le clip du single From The Cradle To Enslave, son making of et quatre extraits filmés du concert au London Astoria le 6 mai 1998.

## Crédits
- Dani Filth - Vocaux
- Stuart Anstis - Guitare
- Gian Pyres - Guitare
- Les Smith - clavier
- Robin Eaglestone - Basse
- Dave Hirschheimer - Batterie sur le vidéo From the Cradle to Enslave
- Nicholas Barker - Batterie sur les titres live au London Astoria

## Chapitres
1. From the Cradle to Enslave  (versions censurée et non-censurée)
2. Making The Video "From The Cradle To Enslave" (documentaire vidéo)
3. Titres enregistrés au London Astoria le 6 mai 1998 :
  1. Dusk and Her Embrace
  2. Beneath the Howling Stars
  3. Cruelty Brought Thee Orchids
  4. Malice Throught the Looking Glass